# Nothonautia splendens
Nothonautia splendens är en insektsart som först beskrevs av Marius Descamps 1978.  Nothonautia splendens ingår i släktet Nothonautia och familjen Romaleidae. Inga underarter finns listade i Catalogue of Life.